# Owen Teale
Owen Nigel Courtney Teale (North Cornelly, 20 mei 1961) is een Welsh acteur.

## Biografie
Teale werd geboren in North Cornelly, een plaats in Bridgend (county borough) (Wales). Het acteren leerde hij aan de Guildford School of Acting in Guildford waar hij in 1997 zijn diploma haalde.

## Carrière
Teale begon in 1984 met acteren in de film The Mimosa Boys, waarna hij nog meerdere rollen speelde in films en televisieseries. Hij is onder andere bekend van zijn rol als Alliser Thorne in de televisieserie Game of Thrones, waar hij in 19 afleveringen speelde (2011–2016). Voor deze rol werd hij in 2016 samen met de cast genomineerd voor een Screen Actors Guild Award in de categorie 'Uitstekend Optreden door een Cast in een Televisieserie'. Naast het acteren voor televisie is hij ook actief in het theater. Hij trad eenmaal op Broadway, in 1997 speelde hij de rol van Torvald Helmer in het toneelstuk A Doll's House. Voor zijn werk op Broadway verdiende hij een Tony Award.

## Huwelijken
Teale was in het verleden getrouwd met actrice Dilys Watling, nu is hij getrouwd met actrice Sylvestra Le Touzel, hij heeft drie kinderen (een zoon uit zijn eerste huwelijk en twee dochter uit zijn tweede huwelijk).

## Filmografie

### Films
(Uitgezonderd korte films.)
- 2023 Caligula: The Ultimate Cut - als Charea (stem)
- 2022 Save the Cinema - als Darek
- 2020 Dream Horse - als Brian
- 2019 Tolkien - als hoofdmeester Gilson
- 2016 National Theatre Live: No Man's Land - als Briggs
- 2016 Nocturne - als Murray
- 2014 Under Milk Wood - als Dai Bread
- 2013 The Fold - als Edward Ashton
- 2011 Hunky Dory - als vader van Davy
- 2008 It's Alive - als Perkins
- 2008 Love Me Forever - als Peter Schwarz
- 2008 Inconceivable - als Richard Newman
- 2007 The Last Legion - als Vatrenus
- 2005 Murder in Rome - als Erucius
- 2005 Marian, Again - als Bernie Sullivan
- 2004 King Arthur - als Pelagius
- 2004 Jack Brown and the Curse of the Crown - als Jack Brown
- 2004 Judas - als Flavius
- 2001 The Search for John Gissing - als Giles Hanagan
- 2001 Conspiracy - als dr. Roland Freisler
- 1999 The Cherry Orchard - als Lopahin
- 1996 Death of a Salesman - als Happy
- 1996 Marco Polo: Haperek Ha'aharon - als Adolph
- 1995 The Vacillations of Poppy Carew - als Edmund Platt
- 1993 The Hawk - als Ken Marsh
- 1991 Robin Hood - als Will Scarlett
- 1989 The Fifteen Streets - als John O'Brien
- 1989 War Requiem - als de onbekende soldaat
- 1984 The Mimosa Boys - als Albie

### Televisieseries
(Uitgezonderd eenmalige gastrollen.)
- 2023-2025 The Rig - als Lars Hutton (12 afl.)
- 2023 Wolf - als Oliver (6 afl.)
- 2018-2022 A Discovery of Witches - Peter Knox (18 afl.)
- 2021 Line of Duty – hoofdinspecteur Osborne (5 afl.)
- 2019 Deep State - Hal Weaver (4 afl.)
- 2019 Traitors (2019) - St John Symonds (5 afl.)
- 2017 Pulse – Chad Berger (8 afl.)
- 2011-2016 Game of Thrones – Alliser Thorne (19 afl.)
- 2015 River – Marcus McDonald (6 afl.)
- 2012-2013 Stella – Dai (20 afl.)
- 2012 Line of Duty – hoofdinspecteur Osborne (3 afl.)
- 2012 Kidnap and Ransom – Robert Holland (3 afl.)
- 2011 Silk – Brian Frogett (2 afl.)
- 2008 The Children – Peter (3 afl.)
- 2006 Tsunami: The Aftermath – James Peabody (2 afl.)
- 2005 Murphy's Law – Paul Allison (5 afl.)
- 2004 Island at War – Wilf Jonas (6 afl.)
- 2002 Ted and Alice – Barry Branch (3 afl.)
- 1999 Ballykissangel – Conor Devlin (9 afl.)
- 1999 Cleopatra – Grattius (2 afl.)
- 1996 Ruth Rendell Mysteries – Bob North (2 afl.)
- 1996 Wilderness – Dan Somers
- 1995 Dangerous Lady – Terry Patterson (4 afl.)
- 1990 Waterfront Beat – Mike McCarthy (8 afl.)
- 1987 Knights of God – Dai (5 afl.)
- 1986 David Copperfield – Ham Peggotty (5 afl.)
- 1985 Doctor Who – Maldak (2 afl.)

- Bibsys: 5008704
- Biblioteca Nacional de España: XX4681160
- Bibliothèque nationale de France: cb142321055 (data)
- Gemeinsame Normdatei: 1195485859
- International Standard Name Identifier: 0000 0001 1617 4417
- Library of Congress Control Number: no2004099129
- MusicBrainz: b4b14b9f-14b5-4a40-bdb6-2c068317ed53
- Nationale Bibliotheek van Israël: 987007426498505171
- Système universitaire de documentation: 19608038X
- Virtual International Authority File: 263560921
- WorldCat: E39PBJtX4FFKxWRqwvvFM9g9Xd